# Cladiella tuberosa
Cladiella tuberosa is een zachte koraalsoort uit de familie Alcyoniidae. De koraalsoort komt uit het geslacht Cladiella. Cladiella tuberosa werd in 1944 voor het eerst wetenschappelijk beschreven door Tixier-Durivault. 